# Лисин, Иван Викторович
Иван Викторович Лисин (род. 30 июня 1999, Ярославль) — российский хоккеист, нападающий.

## Биография
Воспитанник ярославского «Локомотива», начинал выступать в командах «Локо-Юниор» (2015/16 — 2017/18 МХЛ-Б/НМХЛ) и «Локо» (2016/17 — 2018/19, МХЛ). По ходу сезона сначала перешёл в красноярский «Сокол», затем — в «Зауралье» Курган. 25 июня 2019 года перешёл в «Адмирал», за который провёл в КХЛ 49 матчей. 17 июня 2020 года подписал однолетний двусторонний контракт с омским «Авангардом». 20 августа был переведён в фарм-клуб из ВХЛ «Металлург» Новокузнецк, за который провёл один матч. 18 ноября расторг контракт с «Авангардом» и через два дня перешёл в клуб ВХЛ «Буран» Воронеж. 12 августа 2022 года подписал пробное соглашение в клубом КХЛ «Куньлунь Ред Стар», 31 августа 2023 года продлил контракт.